# Ufer-Totengräber

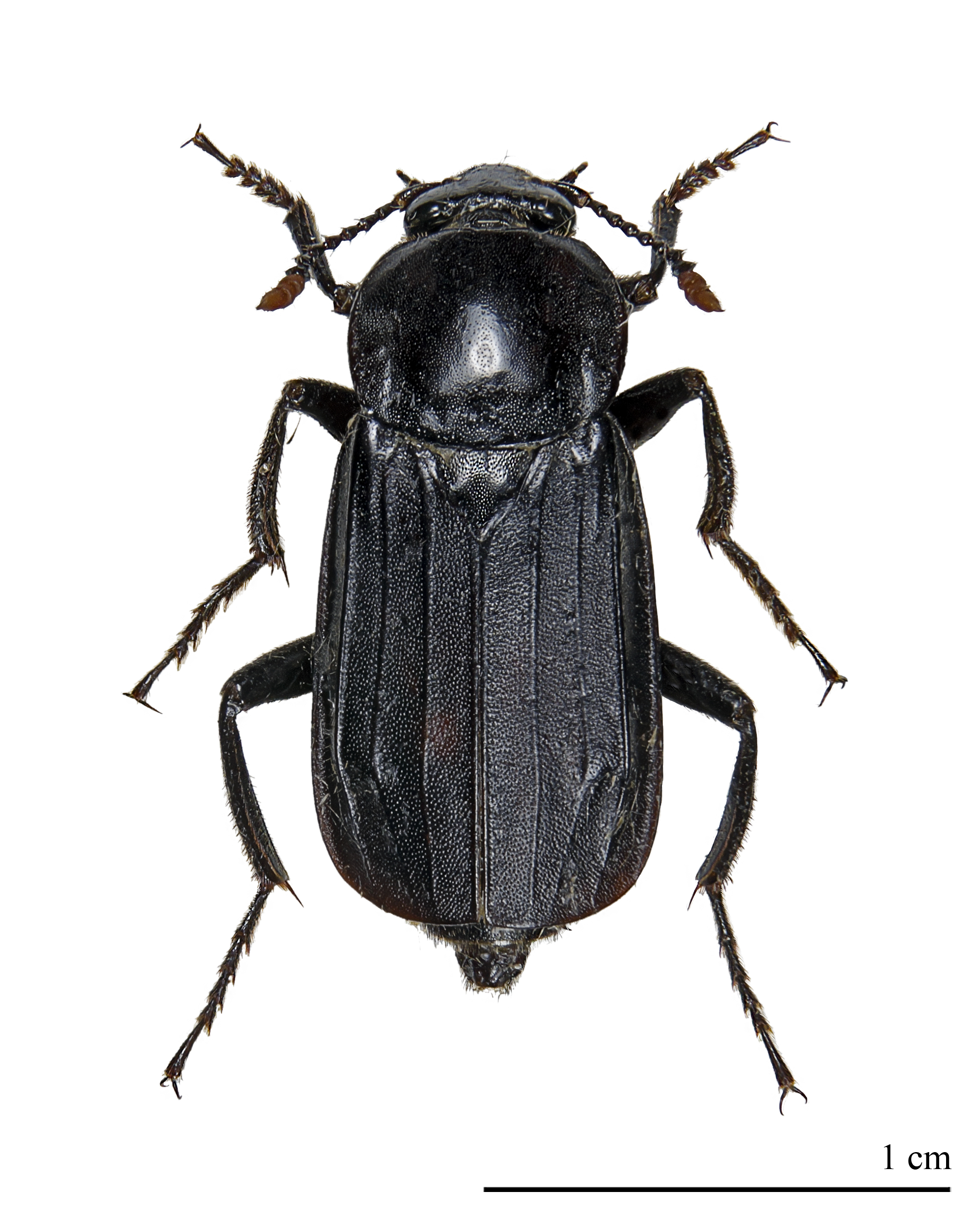
Präpariertes Exemplar

Der Ufer-Totengräber oder Ufer-Aaskäfer (Necrodes littoralis) ist ein Käfer aus der Familie der Aaskäfer (Silphidae). Die Art ist der einzige Vertreter ihrer Gattung in Europa.

## Merkmale
Die Käfer erreichen eine Körperlänge von 15 bis 25 Millimetern und haben einen abgeflachten Körperbau. Sie sind fast komplett schwarz gefärbt, lediglich die letzten drei Glieder der Fühler sind orangebraun. Der Halsschild ist scheibenförmig und in der Mitte fein, am Rand stärker mit Punkten strukturiert. Das Abdomen wird am Ende von den abgestutzten Deckflügeln (Elytren), welche je drei Längsrippen tragen, nicht vollständig verdeckt. Das Schildchen (Scutellum) ist verhältnismäßig sehr groß und erreicht etwa 20 Prozent der Länge der Deckflügel. Bei den Männchen sind die Schenkel (Femora) der Hinterbeine sehr deutlich verdickt, des Weiteren sind die Schienen sämtlicher Beinpaare gekrümmt und die Tarsen der vorderen und mittleren Beinpaare verbreitert. Die Facettenaugen sind sehr groß. 

## Verbreitung und Lebensweise
Die Tiere sind in Europa, östlich bis an den Kaukasus verbreitet. Sie kommen auf den britischen Inseln nur vereinzelt vor und fehlen im hohen Norden Europas. Man findet sie an Kadavern von größeren Tieren. Sie waren früher häufig, mittlerweile sind sie aber selten. 